# Hoedekenskerke
Hoedekenskerke es una localidad del municipio de Borsele, en la provincia de Zelanda (Países Bajos). Está situada unos 22 km al este de Middelburg.
Tuvo municipio propio hasta 1970.